# Cuspidella urceolata
Cuspidella urceolata is een hydroïdpoliep uit de familie Campanulinidae. De poliep komt uit het geslacht Cuspidella. Cuspidella urceolata werd in 1995 voor het eerst wetenschappelijk beschreven door Hirohito. 